# Canton de Malemort
Le canton de Malemort est une circonscription électorale française située dans le département de la Corrèze, en région Nouvelle-Aquitaine.
À la suite du redécoupage cantonal de 2014, les limites territoriales du canton sont remaniées et le nombre de communes du canton passe de 6 à 5, puis à 4 au 1er janvier 2016 après la fusion de deux d'entre elles.

## Géographie
Ce canton est organisé autour de Malemort dans l'arrondissement de Brive-la-Gaillarde. Son altitude varie de 90 m (Varetz) à 389 m (Venarsal) pour une altitude moyenne de 160 m.

## Histoire
Le canton de Malemort est issu de la partition en 1982 du canton de Brive-la-Gaillarde-Nord et du canton de Brive-la-Gaillarde-Sud.
Un nouveau découpage territorial de la Corrèze entre en vigueur en mars 2015, défini par le décret du 24 février 2014, en application des lois du 17 mai 2013 (loi organique 2013-402 et loi 2013-403). Les conseillers départementaux sont, à compter de ces élections, élus au scrutin majoritaire binominal mixte. Les électeurs de chaque canton élisent au Conseil départemental, nouvelle appellation du Conseil général, deux membres de sexe différent, qui se présentent en binôme de candidats. Les conseillers départementaux sont élus pour 6 ans au scrutin binominal majoritaire à deux tours, l'accès au second tour nécessitant 12,5 % des inscrits au 1er tour. En outre la totalité des conseillers départementaux est renouvelée. Ce nouveau mode de scrutin nécessite un redécoupage des cantons dont le nombre est divisé par deux avec arrondi à l'unité impaire supérieure si ce nombre n'est pas entier impair, assorti de conditions de seuils minimaux. Dans la Corrèze, le nombre de cantons passe ainsi de 37 à 19. Le nombre de communes du canton de Malemort-sur-Corrèze passe de six à cinq, la commune de La Chapelle-aux-Brocs étant désormais rattachée au canton de Brive-la-Gaillarde-3.
Les communes de Malemort-sur-Corrèze et de Venarsal ayant fusionné le 1er janvier 2016 sous le nom de Malemort, leur nombre descend à quatre.
À la suite du décret du 5 mars 2020, le canton change de nom au profit de Malemort.

## Représentation

### Représentation avant 2015
| Période | Période | Identité       | Étiquette | Qualité                                                                                     |
| ------- | ------- | -------------- | --------- | ------------------------------------------------------------------------------------------- |
| 1982    | 1985    | Jean Le Panse  | PS        | Professeur de lycée à Brive, premier secrétaire fédéral du PS                               |
| 1985    | 1998    | Daniel Bourzat | RPR       | Agent immobilier, Maire de Varetz (1977-2001) Suppléant du député Bernard Murat (1993-1997) |
| 1998    | 2015    | Robert Penalva | PS        | Enseignant Maire de Malemort-sur-Corrèze (2001-2008) Vice-président du Conseil général      |

### Représentation après 2015
| Période élective | Période élective | Mandat | Mandat   | Identité                                         | Nuance | Nuance | Qualité |
| ---------------- | ---------------- | ------ | -------- | ------------------------------------------------ | ------ | ------ | --- |
| 2015             | 2021             | 2015   | 2017     | Frédérique Meunier (Démissionne le 21 juin 2021) |        | LR     | Avocate Maire de Malemort (2014-2017)                                                                                       |
| 2015             | 2021             | 2015   | 2021     | Gilbert Rouhaud                                  |        | DVD    | Maire d'Ussac (2001-2020)                                                                                                   |
| 2015             | 2021             | 2017   | 2021     | Florence Duclos (Remplaçante)                    |        | DVD    | Assistante à l'agglomération de Brive-la-Gaillarde, ancienne commerçante Maire déléguée de Malemort-sur-Corrèze depuis 2020 |
| 2021             | 2028             | 2021   | en cours | Laurent Darthou                                  |        | UDI    | Salarié chez Enedis Maire de Malemort depuis 2020                                                                           |
| 2021             | 2028             | 2021   | en cours | Frédérique Meunier                               |        | LR     | Député de la 2e circonscription de la Corrèze depuis 2017                                                                   |

### Résultats détaillés

#### Élections de mars 2015
Lors des élections départementales de 2015, le binôme composé de Frédérique Meunier et Gilbert Rouhaud (Union de la Droite), est élu au premier tour avec 60,03 % des voix. Le taux de participation est de 54,17 % (6 355 votants sur 11 732 inscrits) contre 59,60 % au niveau départemental et 50,17 % au niveau national.
Ancienne membre de l'UDI, Frédérique Meunier a rejoint le groupe LR à l'Assemblée nationale.

#### Élections de juin 2021
Le premier tour des élections départementales de 2021 est marqué par un très faible taux de participation (33,26 % au niveau national). Dans le canton de Malemort, ce taux de participation est de 36,86 % (4 443 votants sur 12 054 inscrits) contre 42,13 % au niveau départemental. À l'issue de ce premier tour, deux binômes sont en ballottage : Laurent Darthou et Frédérique Meunier (Union à droite, 57,96 %) et Paul Audard et Agnès Buisson (RN, 15,03 %).
Le second tour des élections est marqué une nouvelle fois par une abstention massive équivalente au premier tour. Les taux de participation sont de 34,3 % au niveau national, 43,69 % dans le département et 39 % dans le canton de Malemort. Laurent Darthou et Frédérique Meunier (Union à droite) sont élus avec 81,72 % des suffrages exprimés (3 334 voix pour 4 701 votants et 12 054 inscrits),,. 

## Composition

### Composition avant 2015

Situation du canton de Malemort-sur-Corrèze dans l'arrondissement de Brive-la-Gaillarde en 2014.

Le canton de Malemort-sur-Corrèze regroupait six communes.
| Nom                              | Code Insee | Codepostal | Superficie (km2) | Population (dernière pop. légale) | Densité (hab./km2) |
| -------------------------------- | ---------- | ---------- | ---------------- | --------------------------------- | ------------------ |
| Malemort-sur-Corrèze (chef-lieu) | 19123      | 19360      | 16,51            | 7 582 (2012)                      | 459                |
| La Chapelle-aux-Brocs            | 19043      | 19360      | 4,99             | 413 (2012)                        | 83                 |
| Dampniat                         | 19068      | 19360      | 15,38            | 714 (2012)                        | 46                 |
| Ussac                            | 19274      | 19270      | 24,63            | 3 994 (2012)                      | 162                |
| Varetz                           | 19278      | 19240      | 20,38            | 2 297 (2012)                      | 113                |
| Venarsal                         | 19282      | 19360      | 3,14             | 515 (2012)                        | 164                |

### Composition à partir de 2015
Le nouveau canton de Malemort-sur-Corrèze comprend cinq communes entières, puis quatre au 1er janvier 2016 après la fusion de deux d'entre elles.
| Nom                              | Code Insee | Intercommunalité      | Superficie (km2) | Population (dernière pop. légale) | Densité (hab./km2) | Modifier                                    |
| -------------------------------- | ---------- | --------------------- | ---------------- | --------------------------------- | ------------------ | ------------------------------------------- |
| Malemort (bureau centralisateur) | 19123      | CA du Bassin de Brive | 19,65            | 7 995 (2022)                      | 407                | modifier les données · modifier les données |
| Dampniat                         | 19068      | CA du Bassin de Brive | 15,38            | 707 (2022)                        | 46                 | modifier les données · modifier les données |
| Ussac                            | 19274      | CA du Bassin de Brive | 24,63            | 4 271 (2022)                      | 173                | modifier les données · modifier les données |
| Varetz                           | 19278      | CA du Bassin de Brive | 20,38            | 2 436 (2022)                      | 120                | modifier les données · modifier les données |
| Canton de Malemort               | 1909       |                       | 80,04            | 15 409 (2022)                     | 193                | modifier les données                        |

## Démographie

### Démographie avant 2015
| 1982   | 1990   | 1999   | 2006   | 2011   | 2012   |
| ------ | ------ | ------ | ------ | ------ | ------ |
| 10 763 | 12 355 | 13 004 | 13 907 | 15 529 | 15 515 |

### Démographie depuis 2015
En 2022, le canton comptait 15 409 habitants, en évolution de +0,51 % par rapport à 2016 (Corrèze : −0,59 %, France hors Mayotte : +2,11 %).
| 2013   | 2018   | 2022   |
| ------ | ------ | ------ |
| 15 087 | 15 320 | 15 409 |

## Historique des élections

### Élection de 2004
Source : Ministère de l'Intérieur, de l'Outre-mer et des Collectivités territoriales
1er tour
- Robert Penalva (PS), maire de Malemort-sur-Corrèze - 34,72 %
- Serge Marini (UMP) - 26,98 %
- Martine Audebert (PCF) - 9,70 %
- Jean-Louis Crouzevialle (Parti des travailleurs) - 2,71 %
- Éloi Lalle (FN) - 8,81 %
- Jean-Claude Deschamps (UDF) - 8,69 %
- Pierre Degas (Les Verts), maire de Dampniat - 8,39 %

2e tour
- Robert Penalva (PS), maire de Malemort-sur-Corrèze - 55,72 % - Élu
- Serge Marini (UMP) - 44,28 %

### Élection de 2015
| Candidats                  | Partis      | Partis      | Premier tour | Premier tour |  |
| Candidats                  | Partis      | Partis      | Voix         | %            |  |
| -------------------------- | ----------- | ----------- | ------------ | ------------ |  |
| Frédérique Meunier         |             | UDI         | 3 324        | 60,03        |  |
| Gilbert Rouhaud            |             | DVD         | 3 324        | 60,03        |  |
| Sylvie de Carvalho-Peyrout |             | PS          | 1 384        | 25,00        |  |
| Jacques Desjardins         |             | PS          | 1 384        | 25,00        |  |
| Bernard Crouzevialle       |             | FG          | 829          | 14,97        |  |
| Mumine Ozsöy               |             | EÉLV        | 829          | 14,97        |  |
|                            |             |             |              |              |  |
| Inscrits                   | Inscrits    | Inscrits    | 11 732       | 100,00       |  |
| Abstentions                | Abstentions | Abstentions | 5 377        | 45,83        |  |
| Votants                    | Votants     | Votants     | 6 355        | 54,17        |  |
| Blancs                     | Blancs      | Blancs      | 443          | 6,97         |  |
| Nuls                       | Nuls        | Nuls        | 375          | 5,90         |  |
| Exprimés                   | Exprimés    | Exprimés    | 5 537        | 87,13        |  |

### Élection de 2021
| Candidats                | Partis                   | Partis                   | Premier tour | Premier tour | Second tour | Second tour |
| Candidats                | Partis                   | Partis                   | Voix         | %            | Voix        | %           |
| ------------------------ | ------------------------ | ------------------------ | ------------ | ------------ | ----------- | ----------- |
| Laurent Darthou          |                          | UDI                      | 2 429        | 57,96        | 3 334       | 81,72       |
| Frédérique Meunier       |                          | LR                       | 2 429        | 57,96        | 3 334       | 81,72       |
| Paul Audard              |                          | RN                       | 630          | 15,03        | 746         | 18,28       |
| Agnès Buisson            |                          | RN                       | 630          | 15,03        | 746         | 18,28       |
| Vincent Durot            |                          | DVG                      | 604          | 14,41        |             |             |
| Mümine Ozsoy             |                          | ÉCO                      | 604          | 14,41        |             |             |
| Michèle Lapeyre          |                          | EÉLV                     | 528          | 12,60        |             |             |
| Victor Oliveira          |                          | EÉLV                     | 528          | 12,60        |             |             |
|                          |                          |                          |              |              |             |             |
| Suffrages exprimés       | Suffrages exprimés       | Suffrages exprimés       | 4 191        | 94,33        | 4 080       | 86,79       |
| Votes blancs             | Votes blancs             | Votes blancs             | 124          | 2,79         | 338         | 7,19        |
| Votes nuls               | Votes nuls               | Votes nuls               | 128          | 2,88         | 283         | 6,02        |
| Total                    | Total                    | Total                    | 4 443        | 100          | 4 701       | 100         |
| Abstention               | Abstention               | Abstention               | 7 611        | 63,14        | 7 353       | 61,00       |
| Inscrits / participation | Inscrits / participation | Inscrits / participation | 12 054       | 36,86        | 12 054      | 39,00       |